# Lepyrodon
Lepyrodon, rod pravih mahovina smješten u vlastitu porodicu Lepyrodontaceae, dio je reda Hypnales.  Postoji više priznatih vrsta.

## Vrste
1. Lepyrodon alaris Dixon
2. Lepyrodon australis Hampe ex Broth.
3. Lepyrodon duellii H.A. Crum
4. Lepyrodon glaucus (Müll. Hal.) Kindb.
5. Lepyrodon gunckelii Thér.
6. Lepyrodon hexastichus (Mont.) Wijk & Margad.
7. Lepyrodon lagurus (Hook.) Mitt.
8. Lepyrodon mauritianus Müll. Hal. ex Besch.
9. Lepyrodon parvulus Mitt.
10. Lepyrodon patagonicus (Cardot & Broth.) B.H. Allen
11. Lepyrodon perplexus Renauld & Cardot
12. Lepyrodon pseudolagurus B.H. Allen
13. Lepyrodon rigidus (Bosch & Sande Lac.) Kindb.
14. Lepyrodon rufescens (Reinw. & Hornsch.) Kindb.
15. Lepyrodon suborthostichus (Müll. Hal.) Hampe
16. Lepyrodon tomentosus (Hook.) Mitt.
17. Lepyrodon trichophyllus (Sw. ex Hedw.) Mitt.
18. Lepyrodon tunariensis Herzog